# Chebská pahorkatina
Chebská pahorkatina – część Smreczan Výhledská vrchovina, na pograniczu czesko-niemieckim, na zachód od miasta Cheb. Jej powierzchnia wynosi 43 km². Najwyższym wzniesieniem są Výhledy 656 m n.p.m.

## Podział
Chebská pahorkatina dzieli się na dwie części, są to:
- Výhledská vrchovina
- Hrozňatovská pahorkatina